# Gotha WD 7
Il Gotha WD 7 fu un idroaddestratore bimotore biplano sviluppato dalla divisione aeronautica dell'azienda tedesco imperiale Gothaer Waggonfabrik negli anni dieci del XX secolo.
Impiegato inizialmente per la formazione degli equipaggi dei reparti aerei della Kaiserliche Marine, la marina militare imperiale tedesca, destinati a missioni di aerosiluramento, fu utilizzato anche come idroricognitore e, in due conversioni, per testare un cannone automatico calibro 37 mm sviluppato dalla Deutsche Waffen- und Munitionsfabriken AG (DWM).
Dal modello verrà direttamente sviluppata la variante monomotore WD 8, rimasto allo stadio di prototipo, e tramite il successivo WD 11, il definitivo WD 14, modello di idrovolante prodotto nel maggior numero di esemplari dall'azienda.

## Storia del progetto
Durante le prime fasi della prima guerra mondiale, i vertici della Kaiserliche Marine ritennero di dover integrare il proprio parco velivoli con modelli appositamente riservati alla formazione degli equipaggi destinati al controllo dello spazio aereo delle proprie basi navali affacciate al Mar Baltico. Tra le esigenze da soddisfare vi era quella di disporre di un aereo dotato di apparecchiature per simulare manovre di avvicinamento nelle missioni di pattugliamento marittimo allo scopo di individuare e attaccare, lanciando un siluro, unità navali ostili.
Per rispondere a tale esigenza negli ultimi mesi del 1915 l'ufficio tecnico della Gothaer Waggonfabrik elaborò un progetto relativo ad un modello di idrovolante in configurazione a scarponi, in grado di operare quindi dalla superficie acquatica grazie alla presenza di due grandi galleggianti, impostazione che consentiva di caricare in posizione ventrale il simulacro di un siluro, inoltre dotato di postazione destinata all'allievo mitragliere in modo tale da acquisire le corrette tecniche sia di attacco che di difesa in caso di scontro aereo.
Il risultato fu il WD 7 (da Wasserdoppeldecker, biplano acquatico), un idro a scarponi biposto, dalla velatura biplana e mosso da una coppia di motori in configurazione traente collocati tra i piani alari. La fusoliera, realizzata con struttura lignea ricoperta di pannelli di compensato e tela, permetteva la collocazione dei due membri dell'equipaggio in altrettanti abitacoli aperti e separati, allineati centralmente, quello per il mitragliere/osservatore o istruttore nel naso e quello del pilota o allievo pilota nella parte dorsale.
Ottenuta l'autorizzazione, l'azienda ne avviò la produzione in piccola serie, dal Wk.n. 670 a 676, che andarono ad affiancare il prototipo.

## Impiego operativo
Il WD 7 entrò in servizio nel corso del 1916, assegnato alla Seeflugstation basata a Norderney (SFS Norderney), nelle Isole Frisone Orientali.

## Utilizzatori
Germania
- Kaiserliche Marine